# Roscosmos

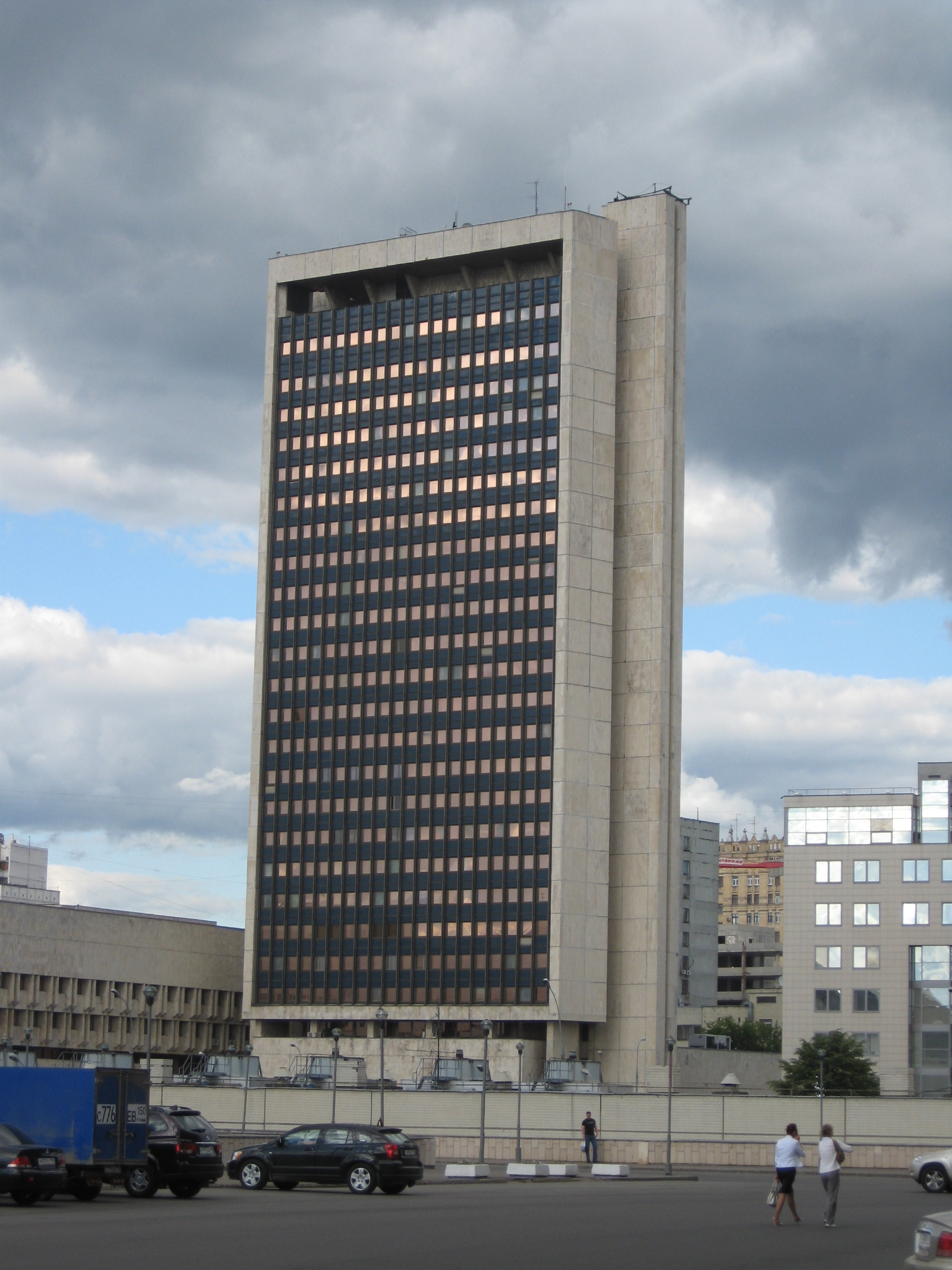
Le siège de Roscosmos à Moscou.

Roscosmos, officiellement Entreprise d'État pour les activités spatiales « Roscosmos » (en russe : Государственная корпорация по космической деятельности «Роскосмос», Gossoudarstvennaïa korporatsia po kosmitcheskoï deiatel'nosti « Roscosmos »), est l'agence chargée du programme spatial civil russe. Cette organisation, créée le 25 février 1992, a pour rôle de mettre en œuvre le programme spatial russe. Son but, en particulier vis-à-vis des industriels du secteur spatial, ainsi que son périmètre d'intervention varient dans le temps. Simple organisme coordinateur à ses débuts, elle a depuis 2015 le statut d'entreprise d'État et est l'unique actionnaire de l'ensemble des sociétés industrielles du secteur spatial russe. Au gré des réorganisations, cette structure prend plusieurs appellations : Agence spatiale russe ou RKA à sa création en 1992, après la fusion en 1999 avec le secteur de l'aviation Rosaviakosmos, l'Agence spatiale fédérale russe ou FKA en 2004, avant de devenir l'entreprise d'État Roscosmos depuis le 28 décembre 2015.

## Historique

### Organisation en vigueur jusqu'en 1992
À la fin des années 1980, l'Union soviétique est la deuxième puissance spatiale mondiale. Le programme spatial soviétique repose sur une organisation inchangée depuis 1965 : le ministère des Constructions mécaniques (MOM) est chargé de coordonner l'activité des industriels et des bureaux d'études du secteur spatial tandis que la Commission militaro-industrielle (VPK) définit la stratégie spatiale du pays. Les deux entités sont directement contrôlées par l’exécutif et ont leur siège à Moscou. Contrairement aux États-Unis qui créent une agence spatiale civile, l'ensemble de l'activité spatiale soviétique reste complètement sous la coupe des militaires.

### Dissolution de l'URSS et création d'une agence spatiale civile
Fin 1991, la fédération de Russie succède à l'Union soviétique. Les répercussions sur le programme spatial soviétique sont particulièrement graves. Une partie importante de l'industrie spatiale et des infrastructures spatiales se retrouvent à l'extérieur des frontières de la Russie. Peu après la dissolution de l'Union soviétique, le président Boris Eltsine réorganise le programme spatial en créant deux nouvelles organisations. L'Agence spatiale russe (en russe : Российское космическое агентство, transcription en français : Rossiïskoïé kosmitcheskoïé aguentstvo, en abrégé РКА et RKA), créée par un décret du 25 février 1992, est chargée de l'activité purement civile à l'image de la NASA tandis que les Forces spatiales de la fédération de Russie (VKS) créés en juillet ont la responsabilité du programme spatial militaire mais aussi d'un certain nombre de structures communes comme le réseau de stations de poursuite et le cosmodrome de Baïkonour,.

### L'agence spatiale durant les années 1990

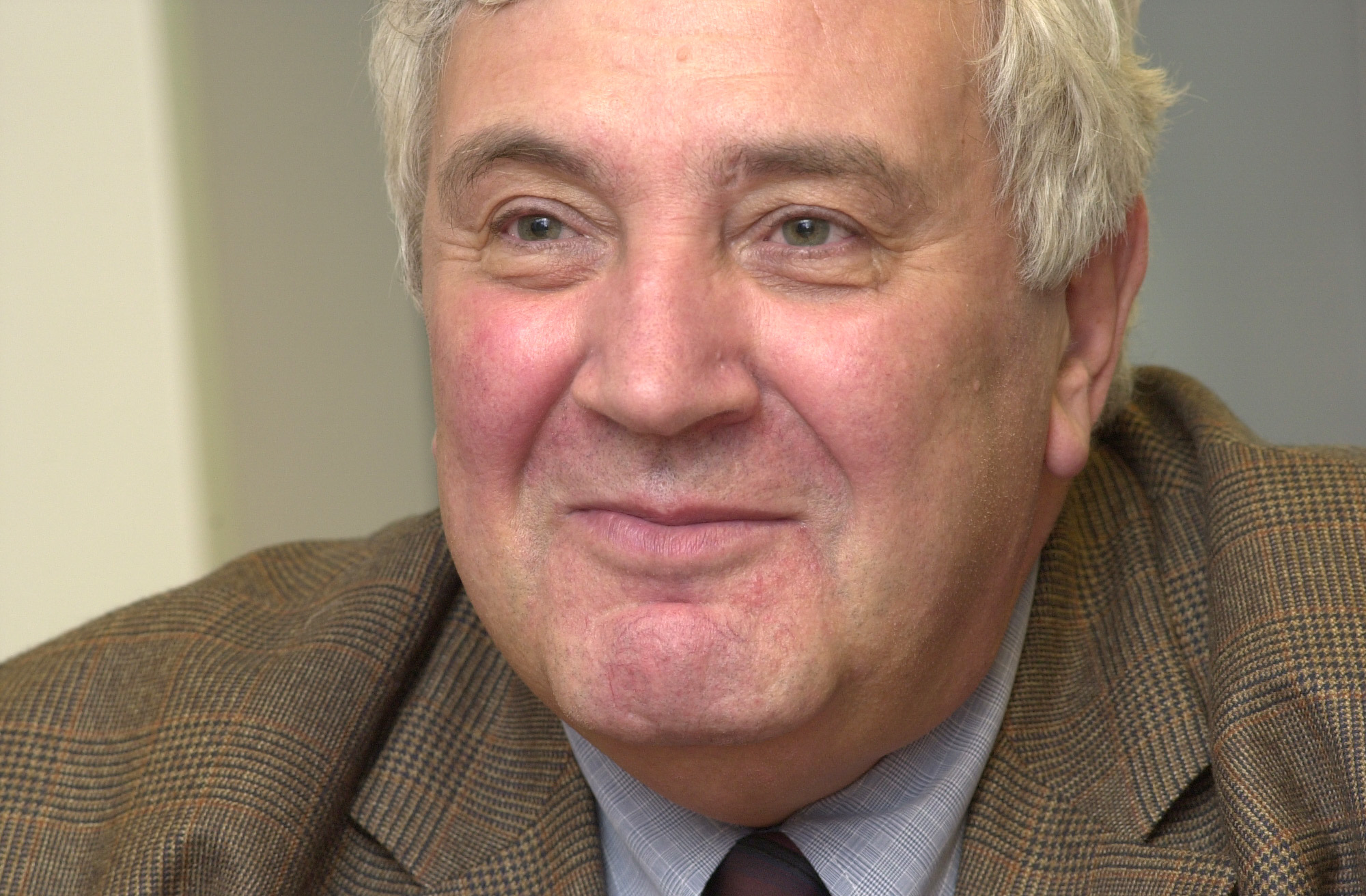
Youri Koptev premier directeur de Roscosmos (1992-2004).

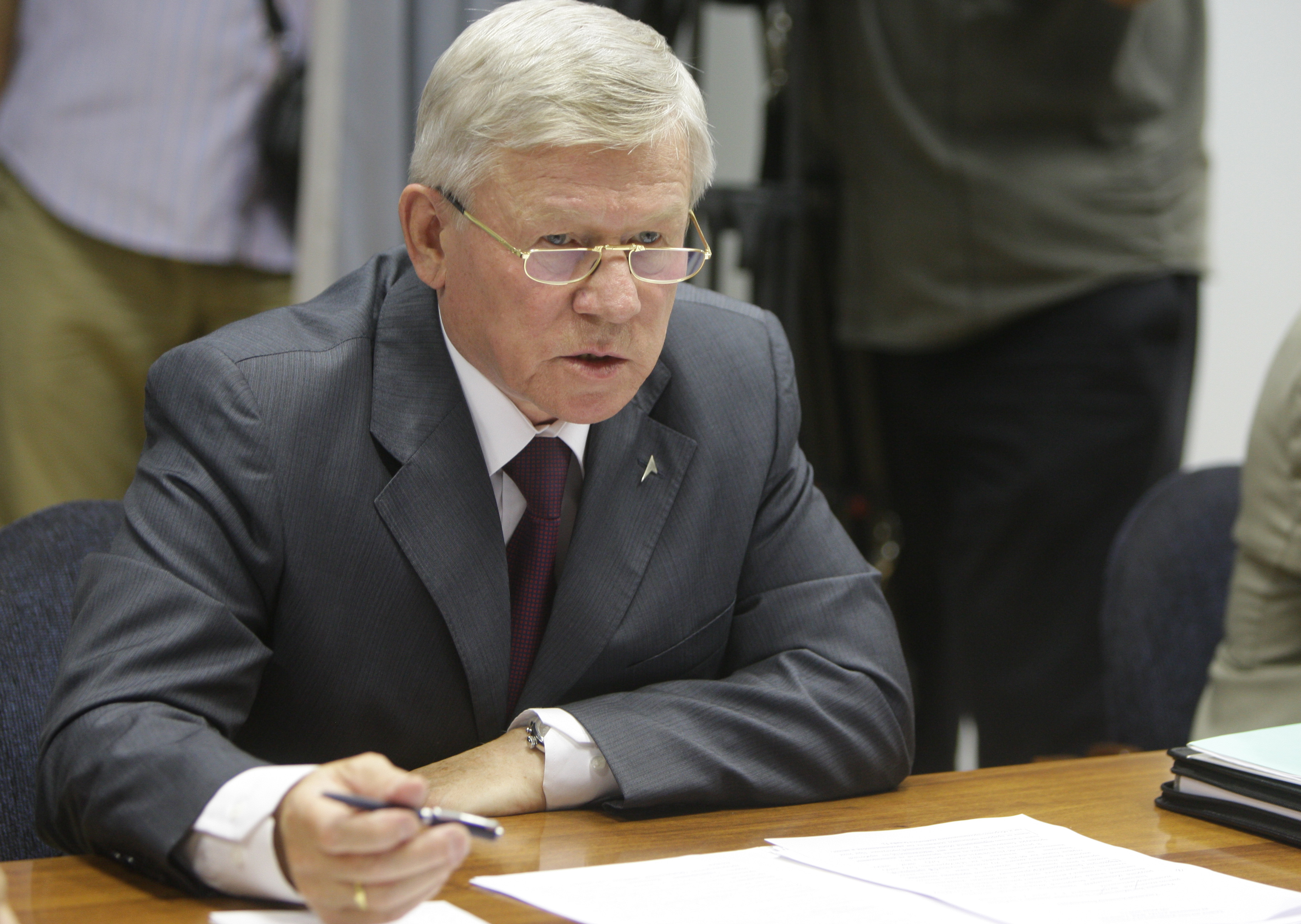
Anatoli Perminov deuxième directeur de Roscosmos (2004-2011).

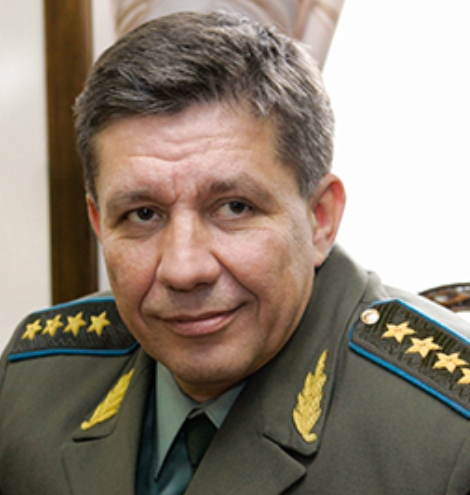
Vladimir Popovkine troisième directeur de Roscosmos (2011-2014).

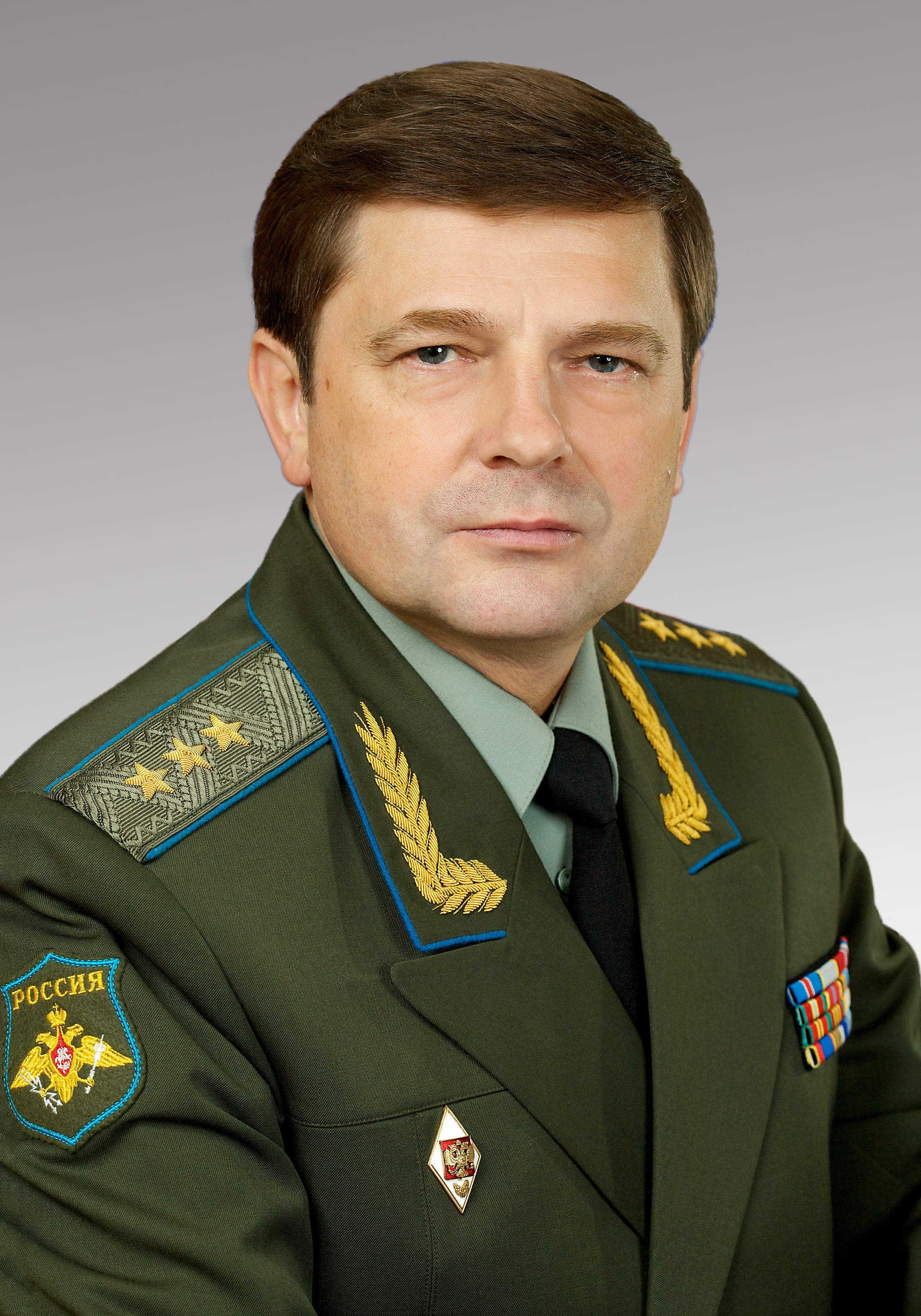
Oleg Ostapenko quatrième directeur de Roscosmos (2014-2015).

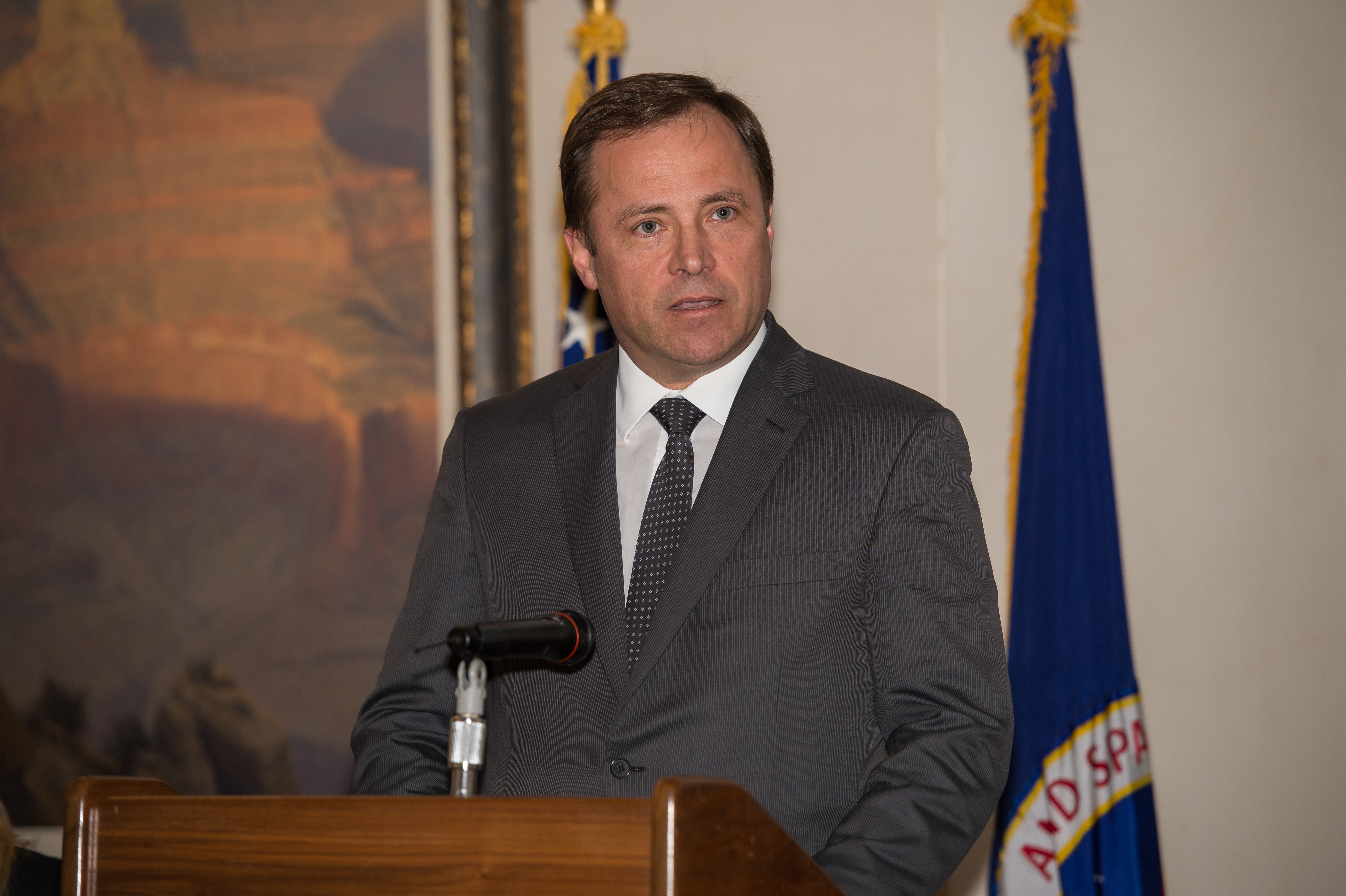
Igor Komarov cinquième directeur de Roscosmos (2015-2018).

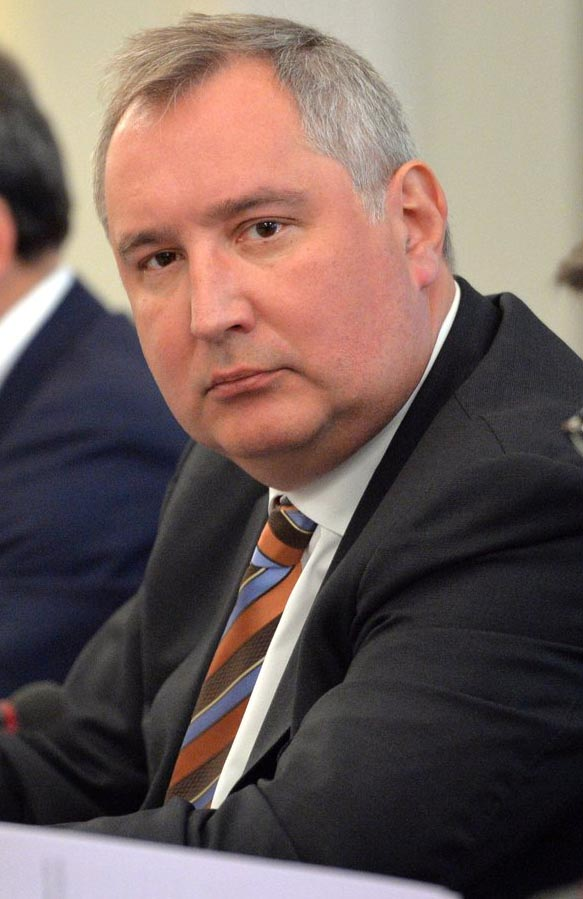
Dmitri Rogozine sixième directeur de Roscosmos (2018-2022).

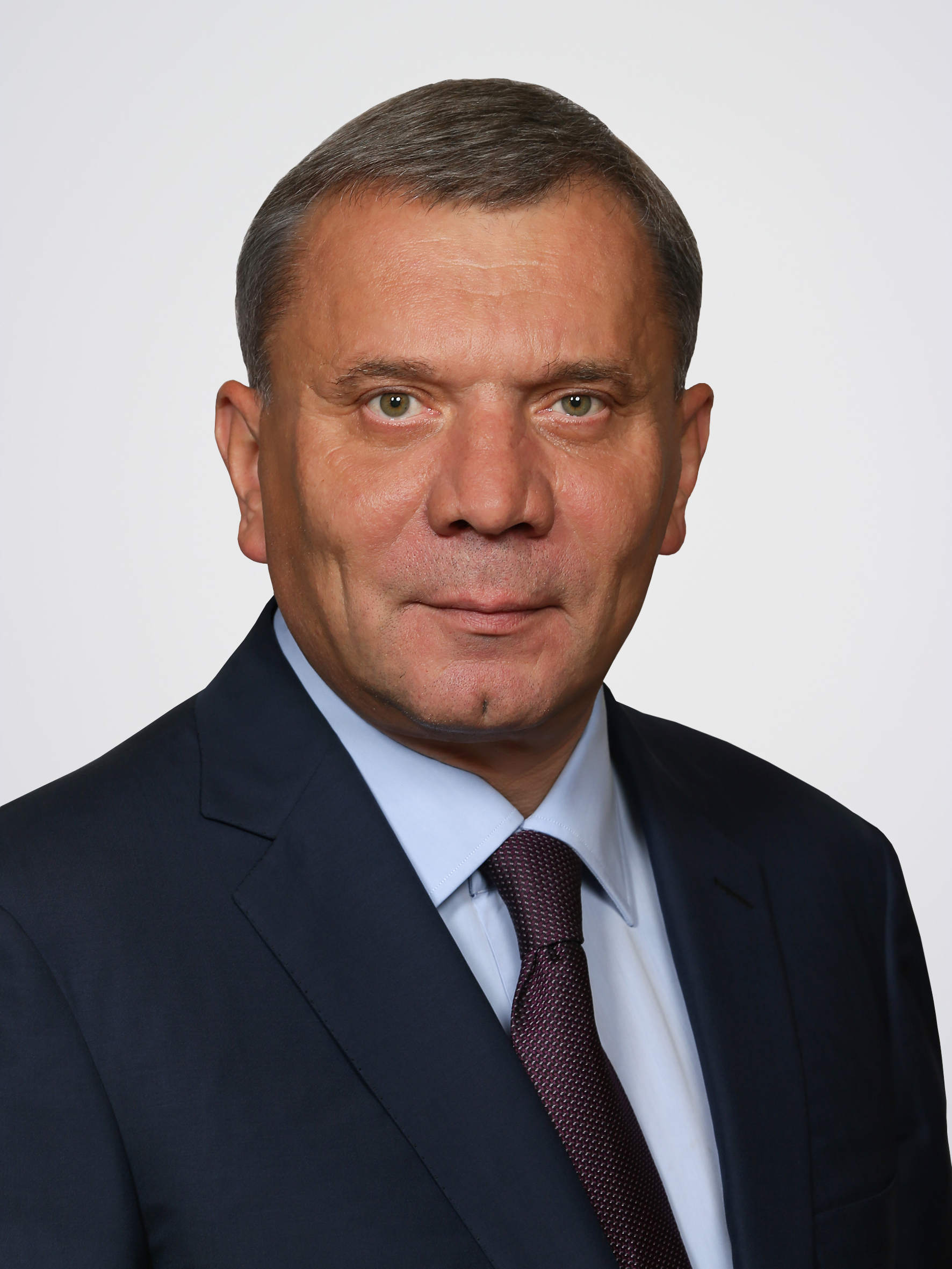
Iouri Borissov, septième directeur de Roscomos (2022-).

Le gouvernement russe place Youri Koptev (en), ancien responsable adjoint du MOM, à la tête de l'agence spatiale russe nouvellement créée. Dans un premier temps, seules quatre organisations spatiales sont placées sous son contrôle : TsNIIMach, NII TP, NII KhimMach et Agat. L'agence occupe les anciens locaux de son prédécesseur, le MOM, mais ses effectifs, comprennent entre 200 et 300 personnes, sont beaucoup plus réduits que ceux de l'organisation qu'elle remplace. Elle comporte à sa création neuf divisions dont cinq sont spécifiques à son activité : programmes nationaux, programme spatial habité et installations de lancement, activité scientifique et commerciale, international, segment sol. En juillet 1994, 38 autres entreprises du domaine spatial lui sont rattachées et en janvier 1998, le président Eltsine y adjoint 58 nouvelles entreprises soit l'ensemble du secteur industriel russe spécialisé dans le spatial.
Au cours de la décennie qui suit, la Russie traverse une profonde crise économique. Pour le secteur spatial complètement dépendant du budget de l'état, les répercussions sont particulièrement sévères. Les commandes de satellites et de lanceurs s'effondrent. Le nombre annuel de lancements passe de 75 en 1990 à un peu plus de 20 en 1998. Les satellites en orbite ne sont plus remplacés en fin de vie. Le lanceur Energia et la navette spatiale Bourane, aboutissement réussi de deux décennies de travaux, sont arrêtés en juin 1998 après un vol unique car les constructeurs ne disposent que de 1% du budget nécessaire pour effectuer un nouveau vol. Pour tenter de survivre, les entreprises travaillant dans le secteur spatial tentent de diversifier leur activité ou recherchent des débouchés à l'exportation. La stratégie des responsables russes est de regrouper les entreprises travaillant dans le secteur pour empêcher leur disparition. Les effectifs du secteur sont divisés par quatre entre 1989 et 1999 passant de 400 000 à 100 000. Dans ce contexte de survie au jour le jour, Koptiev a du mal à définir une politique spatiale à long terme et l'agence spatiale a du mal à imposer son rôle auprès des autres acteurs. C'est ainsi que la décision d'abandonner la navette spatiale Bourane, qui est à l'époque le projet phare du programme spatial russe, n'est pas prise par Roscosmos mais par le conseil des constructeurs qui réunit les responsables des bureaux d'étude du secteur spatial. De même la décision de prolonger la durée de vie de la station spatiale Mir au delà de 1999 est prise par les actionnaires d'Energia en prenant à contre-pied à la fois Roscosmos et l'agence spatiale américaine, la NASA, qui décident ensemble de consacrer les ressources russes à la réalisation du premier module russe de la Station spatiale internationale.
En juin 1999, la RKA est réorganisée et baptisée Agence aérospatiale russe (en russe : Российское авиационно-космическое агентство, Rossiïskoïé aviatsionno-kosmitcheskoïé aguentstvo), en abrégé Rossaviakosmos (Россавиакосмос). Elle voit alors son domaine d'intervention élargi à l'aviation. Youri Koptiev reste à la tête de l'organisation.

### La sortie de crise du début des années 2000
L'accession à la présidence de Vladimir Poutine marque progressivement un tournant dans la politique spatiale russe : si l'assainissement de l'économie demeure toujours de rigueur, la Russie considère à nouveau le domaine spatial comme un enjeu important. Les budgets alloués à l'agence augmentent, bien qu'ils demeurent toujours très en deçà de ceux des puissances spatiales occidentales. Ainsi, en 2002, la Russie consacre environ 750 millions euros des dépenses publiques pour l'espace, soit moins qu'un pays comme l'Italie. Les objectifs prioritaires de l'agence à l'époque sont la restauration du système de navigation par satellite GLONASS ainsi que le respect des engagements russes concernant l'assemblage de la Station spatiale internationale.
En mars 2004, quelques jours avant la réélection de Vladimir Poutine à la présidence, de nombreux remaniements d'institutions ont lieu. L'activité aéronautique retrouve son indépendance et l'agence spatiale est renommée en Agence spatiale fédérale russe (Федеральное космическое агентство, Fédéralnoïé kosmitcheskoïé aguentstvo, en abrégé ФКА et FKA). Koptiev quitte la direction de l'agence, qu'il dirige depuis sa création. Il est remplacé par Anatoli Perminov, un militaire de carrière et ancien chef des Forces spatiales militaires. Le budget spatial croît fortement grâce à la reprise économique passant à 2 milliards euros (23 milliards de roubles) en 2006.

### Les années 2010: tentatives de réformes
Depuis le début de la reprise économique, l'industrie spatiale russe est touchée par une succession de défaillances techniques qui touchent à la fois les lanceurs et les satellites y compris des engins spatiaux comme le lanceur Soyouz qui fait preuve d'une fiabilité remarquable jusque là. Ces problèmes mettent en évidence le besoin d'une modernisation et d'une réorganisation de l'industrie spatiale russe. Le 17 janvier 2012 Anatoli Perminov est remplacé par Vladimir Popovkine à la tête de l'agence spatiale tandis que Dimitri Rogozine prend la tête du VPK. Tous deux ont pour mandat de réformer le secteur spatial de manière à mettre fin aux échecs à répétition. Les responsables russes sont particulièrement touchés par l'échec cuisant de la sonde Phobos-Grunt, qui marque le retour de la Russie dans le domaine de l'exploration spatiale du Système solaire mais qui met en évidence la désorganisation de son constructeur Lavotchkine. Popovkine, qui a des problèmes de santé, est remplacé par Oleg Ostapenko en 2013. Les tentatives de restructuration se succèdent alors dans une suite de réformes hésitantes aussi bien sur la forme que sur le contenu. En août 2013, le gouvernement crée l'« Entreprise unifiée des fusées et de l'espace (Объединенная ракетно-космическая корпорация, Obiédinénnaïa raketno-kosmitcheskaïa korporatsia, en abrégé ОРКК et ORKK) société par actions qui rassemble l'ensemble des entreprises du secteur spatial dans le but de les placer sous un contrôle plus serré de l’État. Finalement, c'est le directeur de l'agence, Igor Komarov, un civil, qui œuvre à transformer l'agence en entreprise d'État, officiellement nommée depuis le 28 décembre 2015 Entreprise d'État pour les activités spatiales « Roscosmos » (Государственной корпорацией по космической деятельности «Роскосмос», Gossoudarstvennoï korporatsieï po kosmitcheskoï deiatel'nosti « Roskosmos »), mettant fin à l'existence de l'agence spatiale russe en tant qu'agence gouvernementale après vingt-trois ans d'existence sous ce statut.
Komarov est remplacé en 2018 par Dimitri Rogozine, anciennement vice-Premier ministre à la défense et à l'espace.

### Années 2020
En 2021, l'agence permet à nouveau le tourisme spatial et permet à un touriste japonais, Yūsaku Maezawa, de passer un séjour de douze jours sur l'ISS.
À la suite de l'invasion russe de l'Ukraine en 2022, le directeur Dmitri Rogozine adopte des positions de plus en plus agressives envers les partenaires occidentaux de l'agence. 
Dmitri Rogozine annonce ainsi que Roscosmos quittera le programme ISS dès 2024, afin de se recentrer sur des activités nationales, notamment en développant son propre successeur à l'ISS.
Les coopérations russo-européennes sur les missions Exomars 2022 et Luna 27 sont suspendus,.
Sergueï Krikaliov confirme que le but de ce changement de direction est d'apaiser les tensions avec les partenaires occidentaux de l'agence. Iouri Borissov revient progressivement sur ses déclarations, ouvrant la porte à une participation russe au programme ISS au moins jusqu'en 2028.
Le 5 octobre 2022, Anna Kikina devient la première russe à voler sur un vaisseau américain Crew Dragon. Dans le cadre d'un nouvel accord, des russes volent ainsi sur cette nouvelle capsule, et des américains sur Soyouz.
En juin 2023, Roscosmos a organisé une campagne de recrutement de volontaires pour le bataillon Uran, une milice pour l'invasion russe de l'Ukraine.
Le 11 aout 2023, la sonde lunaire Luna 25 est lancée. Il s'agit de la première sonde russe à destination de la Lune depuis 1976. Cependant, elle s'écrase sur le sol sélène le 20 aout.
À partir de 2024, le siège de Roscosmos sera situé dans le nouveau Centre spatial national dans le quartier moscovite de Fili.
Le 6 février 2025, Iouri Borissov est remplacé à la tête de Roscosmos par Dmitry Bakanov,.

## Rôle et activité
L'objectif de la RKA est de définir et coordonner les activités spatiales civiles de la Russie, aussi bien sur le plan politique qu'industriel. La tâche est particulièrement difficile : bien que jeune et inexpérimentée, l'agence doit maintenir la cohésion avec les industriels russes tels que RKK Energia qui, dès les premières années qui suivent la chute de l'Union des républiques socialistes soviétiques (URSS), cherchent à négocier des contrats avec des agences étrangères dont la NASA et l'Agence spatiale européenne afin de survivre à l'effondrement économique.

## Principaux programmes

### Participation au programme de la Station spatiale internationale
L'Agence spatiale russe est l'un des partenaires du programme de la Station spatiale internationale ; elle fournit les modules de base Zarya et Zvezda, qui ont tous deux été lancés par des lanceurs Proton. Les compartiments d'amarrage Pirs, Poisk et Rassvet, lancés en 2001, 2009 et 2010 sont utilisés pour le stockage du fret et comme port d'amarrage pour les engins spatiaux de passage, ainsi que comme sas pour le premier. Le module Nauka est un laboratoire lancé en juillet 2021. Prichal est la dernière composante de l'ISS, dont le lancement a lieu en novembre 2021. Roscosmos est la seule agence capable d'assurer la rotation des équipages de l'ISS par Soyouz de 2011 à 2020, date de la mise en service du premier des vaisseaux commerciaux américains Crew Dragon et Starliner. Roscosmos approvisionne la Station spatiale grâce à ses véhicules cargo Progress, capables de rehausser l'orbite de la Station.
RKA fournit également des services de tourisme spatial aux passagers payants de l'ISS par l'intermédiaire de la société Space Adventures. Jusqu'en 2009, six touristes de l'espace passent un contrat avec Roscosmos et s'envolent dans l'espace, chacun pour un montant estimé d'au moins 20 millions de dollars américains.
Le segment russe de l'ISS possède des équipements qui lui permettent un fonctionnement autonome par rapport au reste de la Station.

### Programme scientifique
Roscosmos mène de nombreuses expériences scientifiques à bord de la station Mir puis de l'ISS. Elle coordonne des programmes de recherche concernant l'astrophysique et l'Exploration du système solaire.
Concernant l'exploration robotique du système solaire, Roscosmos a lancé seulement trois sondes depuis sa fondation, Mars 96 en 1996, Phobos-Grunt en 2011 et Luna 25. Les deux premières sont ambitieuses mais sont perdues en orbites basses tandis que la troisième s'écrase sur la Lune.

### Lanceurs

#### Proton
Proton-M (Модифицированный : modifié) lance des satellites en orbite basse (22 t) et en orbite géostationnaire (4 t et plus) depuis le cosmodrome de Baïkonour.

#### Soyouz
Soyouz-M (Модифицированный : modifié) lance des satellites et le vaisseau spatial Soyouz depuis le centre spatial de Baïkonour, donnant à la Russie un accès à l’ISS. Arianespace l’utilise aussi depuis la Guyane (centre spatial de Kourou) pour le lancement de satellites, jusqu'en 2022.

#### Angara
Nouvelle famille de lanceurs russe devant prendre la succession du lanceur Proton, utilisant des ergols trop toxiques. Les nouvelles fusées utiliseront du kérosène et de l’oxygène liquide et doivent pouvoir placer de 2 à 25 tonnes de charge utile en orbite basse selon la configuration retenue, depuis le Cosmodrome Vostotchny en Russie. Elles doivent rendre la Russie moins dépendante du Kazakhstan vis-à-vis du cosmodrome de Baïkonour. Cette famille de lanceur représente la nouvelle génération de lanceurs russes.